# 金真宗
金真宗（?—?），《三国史记》作達福迎湌，6世纪新罗宗室，第24任国王真兴王的儿子。
金真宗是智证王和延帝夫人的第三子，是法兴王和金立宗的弟弟。他的儿子金歆運，是武烈王的女婿，神文王的岳父，神穆王后的父亲。金真宗是新罗第38任国王元聖王的七世祖。

## 家族
- 父亲：智证王
- 母亲：延帝夫人
  - 哥哥：法兴王
  - 哥哥：金立宗
    - 侄子：真兴王
    - 侄子：肅訖宗
    - 儿子：金歆運
    - 儿媳：瑤石公主，武烈王之女
      - 孙子：金摩次
      - 孙女：神穆王后